# Kötticka
Kötticka (Leptoporus mollis) är en svampart som först beskrevs av Christiaan Hendrik Persoon, och fick sitt nu gällande namn av Lucien Quélet 1886. Enligt Catalogue of Life ingår Kötticka i släktet Leptoporus,  och familjen Polyporaceae, men enligt Dyntaxa är tillhörigheten istället släktet Leptoporus,  och familjen Hapalopilaceae. Arten är reproducerande i Sverige. Inga underarter finns listade i Catalogue of Life.

## Källor

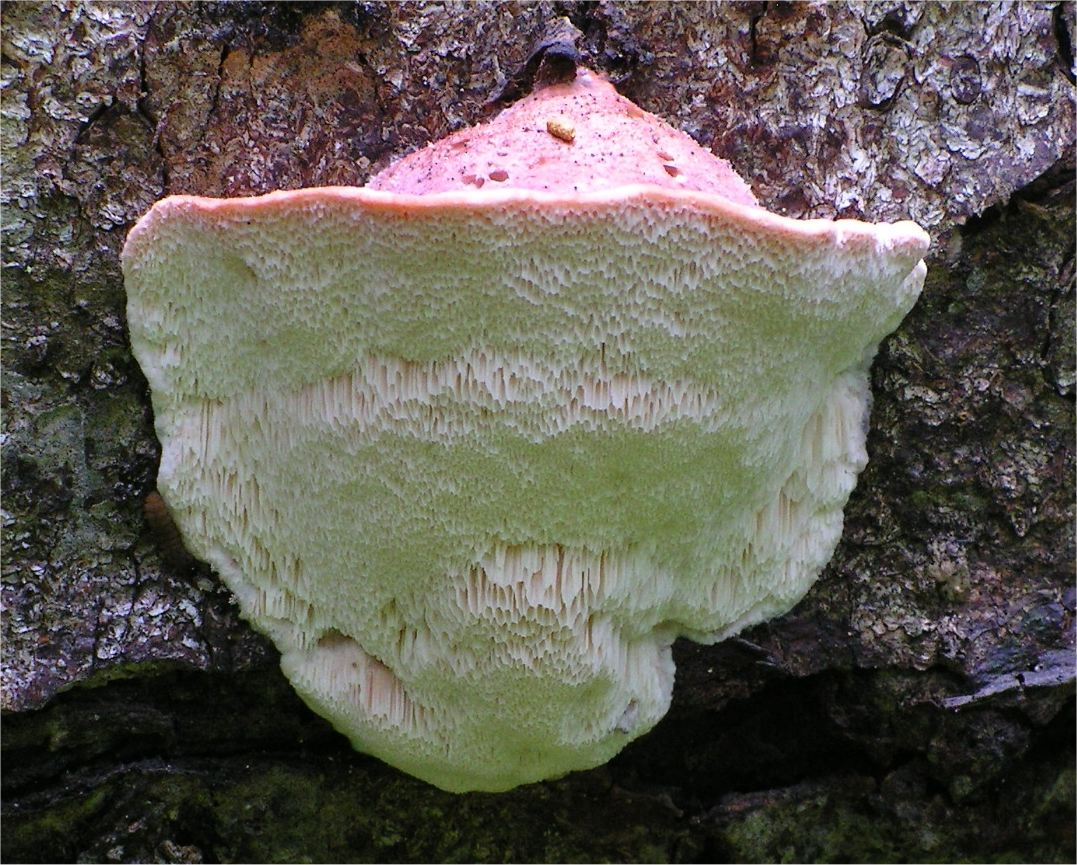